# Stazione di Motto-Ludiano
La stazione di Motto-Ludiano è stata una fermata ferroviaria della ferrovia Biasca-Acquarossa, chiusa il 29 settembre 1973. Era a servizio del comuni di Motto e di Ludiano.

## Strutture e impianti
Era costituita da un fabbricato viaggiatori e un binario, era situata davanti alla cappella di Motto. Ad oggi rimangono poche tracce, il binario è stato smantellato ed il tracciato è stato convertito ad una strada pedonale mentre la stazione è stata demolita.